# تسورتشوویتسه (ناحیه برنو-تسوونتری)
تسورتشوویتسه (به چکی: Cvrčovice) یک منطقهٔ مسکونی در جمهوری چک است که در ناحیه برنو-تسوونتری واقع شده‌است. تسورتشوویتسه ۹٫۲۹ کیلومتر مربع مساحت و ۵۸۷ نفر جمعیت دارد و ۱۸۲ متر بالاتر از سطح دریا واقع شده‌است.